# Walhonding River

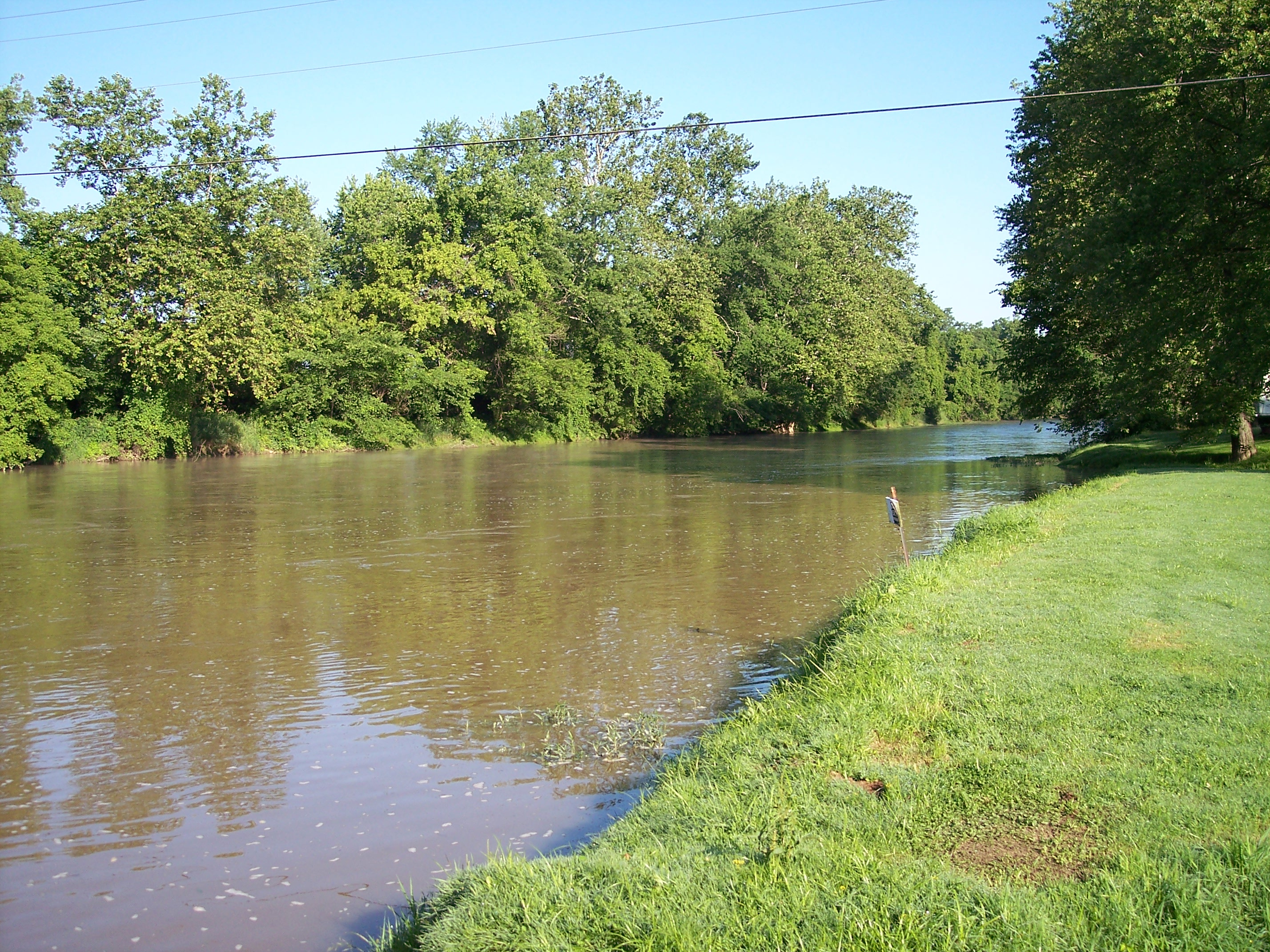
Der Walhonding River bei Warsaw in Ohio.

Der Walhonding River ist ein 38 km langer Fluss im zentralen östlichen US-Bundesstaat Ohio; er gehört zum Flusssystem des Mississippi River. Der Abflussweg führt über Muskingum River, Ohio River und Mississippi River in den Golf von Mexiko. Der Einzugsbereich des Walhonding River beträgt 5.833 km².
Der Walhonding River wird durch den Zusammenfluss von Mohican und Kokosing River gebildet und durchquert das Coshocton County in ostsüdöstlicher Richtung. In den 1930er Jahren wurde vom U.S. Army Corps of Engineers der Mohawk Dam errichtet, um der Hochwassergefahr zu begegnen. Auf seinem weiteren Weg passiert der Fluss die Städte Nellie und Warsaw, nimmt den aus Norden kommenden Killbuck Creek auf und bildet bei Coshocton zusammen mit dem Tuscarawas River den Muskingum River. Laut dem Geographic Names Information System wurde der Fluss in seiner Besiedlungsgeschichte auch mit Walhandink River, White Woman Creek, Whitemans Creek, Wolhonding River und ähnlichen Namen bezeichnet.